# Neufmesnil
Neufmesnil è un comune francese di 191 abitanti situato nel dipartimento della Manica nella regione della Normandia.

## Società

### Evoluzione demografica
Abitanti censiti